# Marc van den Abeelen
Marc van den Abeelen, né le 25 mars 1945 à Diest est un homme politique belge flamand, membre du OpenVLD.
Il est docteur en droit.

## Fonctions politiques
- 1976-     Conseiller communal à Aartselaar
- 1988-1993 Échevin à Aartselaar
- 1993-2012 Bourgmestre d'Aartselaar
- 1995-1999 Député fédéral
- 1999-2009 Député au Parlement flamand

## Distinctions
- Chevalier de l'Ordre de la Couronne (1994)
- Chevalier de l'Ordre de Léopold (2004)